# Andreu Banyuls Pérez
Andreu Banyuls Pérez (Gandia, 18 de març de 1942) és un històric militant del valencianisme polític, sent un destacat dirigent del Partit Nacionalista del País Valencià. Al partit, es va alinear amb les tesis majoritàries, partidàries d'intregrar-se en Unitat del Poble Valencià, en contra del criteri de Joan Senent i Vicent Franch. En 2016 va ser homenatjat pel Bloc Nacionalista Valencià a l'Aplec del Puig.